# Rhytidoponera convexa
Rhytidoponera convexa är en myrart som först beskrevs av Mayr 1876.  Rhytidoponera convexa ingår i släktet Rhytidoponera och familjen myror. Inga underarter finns listade i Catalogue of Life.